# Rhabdella
Rhabdella es un género de foraminífero bentónico de estatus incierto, aunque considerado perteneciente a la familia Nummulitidae, de la superfamilia Nummulitoidea, del suborden Rotaliina y del orden Rotaliida. Su especie tipo es Rhabdella malcolmi. Su rango cronoestratigráfico abarcaba el Eoceno.

## Clasificación
Rhabdella incluye a la siguiente especie:
- Rhabdella malcolmi